# Gevlekte sidderrog

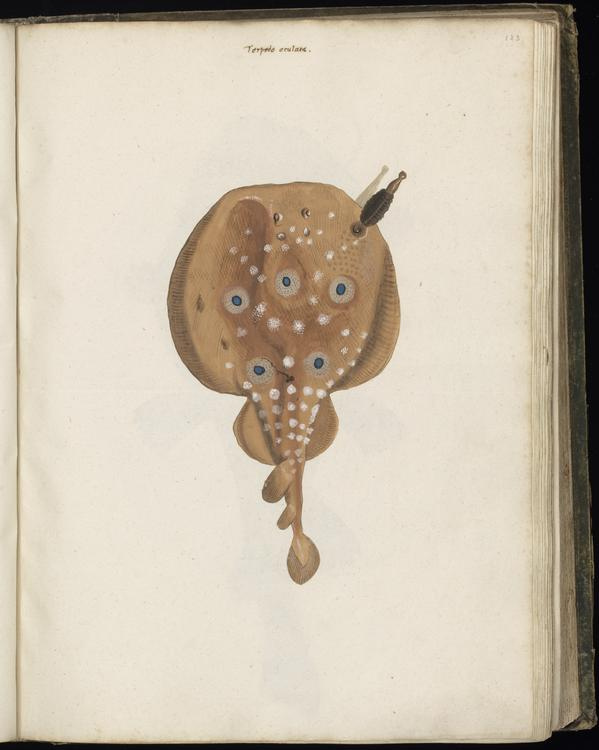
Tekening van een gevlekte sidderrog uit de verzameling van Felix Platter. Anoniem, 1546 - 1558

De gevlekte sidderrog (Torpedo torpedo) is een vissensoort uit de familie van de sidderroggen (Torpedinidae). De wetenschappelijke naam van de soort is als  Raja torpedo gepubliceerd in 1758 door Linnaeus in de tiende editie van Systema naturae.